# Élections générales maltaises de 1971
Les élections générales maltaises de 1971 (en anglais : Maltese general election, 1971) permettent d'élire les députés de la quinzième législature de la Chambre des députés, pour un mandat de cinq ans.

## Système électoral
Depuis l'indépendance du pays en 1964, la Chambre des représentants est le parlement monocaméral de Malte. À partir de 1971, elle est composée de 55 sièges. Ses membres sont élus pour un mandat de cinq ans au vote unique transférable dans dix circonscriptions électorales comptant cinq ou sièges chacune. Aucun seuil électoral n'est requis pour entrer au parlement.

## Résultats
| Parti politique             | Siège de député |
| --------------------------- | --------------- |
| Parti travailliste de Malte | 29              |
| Parti nationaliste          | 26              |